# Eutalio
Eutalio (in greco antico: Εὐθάλιος?, Euthálios; fl. IV-V secolo) è stato un vescovo bizantino,  prima diacono ad Alessandria d'Egitto e poi vescovo di Sulca, vissuto fra il IV e il VII secolo e noto soprattutto come autore dell'apparato eutaliano.

## Biografia
Della sua attività come vescovo si conosce poco o nulla. Anche la collocazione della sua sede a Sulca è oggetto di dubbi. Viene talvolta indicato come vescovo della località omonima in Sardegna. Più probabilmente doveva trattarsi di qualche località dell'Egitto, e si crede possa trattarsi di Psilka, una città della Tebaide nelle vicinanze di Syene.

## Opere
È noto che le divisioni in capitoli e versetti con cui ci è familiare il Nuovo Testamento erano completamente assenti nelle copie originali e non vi era alcuno spazio percettibile tra le parole. Per ovviare agli inconvenienti evidenti derivanti da questa condizione del testo, Ammonio di Alessandria, nel III secolo, concepì l'idea di dividere i quattro Vangeli in sezioni, variando il formato secondo il contenuto della narrazione, ed Eutalio, seguendo la stessa idea, estese un sistema simile di divisione per gli altri libri del Nuovo Testamento, con l'eccezione dell'Apocalisse.
La scelta fu così evidente per i suoi vantaggi da venire presto adottata in tutta la Chiesa greca. Come divisioni del testo, queste sezioni non hanno più alcun valore intrinseco, ma essendo state adottate da tutte le Chiese in un determinato periodo e annotate dai copisti, sono preziose come indicazioni cronologiche, per la loro presenza o assenza, come circostanza importante nel determinare l'antichità di un manoscritto.
Altri lavori di Eutalio connessi con il testo del Nuovo Testamento si riferiscono alle sezioni più ampie o lezioni da leggere nei servizi liturgici e alle divisioni più minute del testo chiamate versetti. L'abitudine di leggere porzioni del Nuovo Testamento nei servizi liturgici pubblici era già antica nella Chiesa, ma per quanto riguarda la scelta e la delimitazione dei passaggi vi era poca o nessuna uniformità; le Chiese avevano, per la maggior parte, ognuna una propria serie di selezioni. Eutalio elaborato uno schema di divisioni che fu presto adottato universalmente. Né i Vangeli, né l'Apocalisse entrarono in questa serie, ma le altre parti del Nuovo Testamento vennero divise in 57 sezioni di varia lunghezza, di cui 53 vennero assegnate alle domeniche dell'anno, mentre le restanti quattro si riferivano probabilmente a Natale, Epifania, Venerdì Santo e Pasqua.
L'idea di dividere le scritture in versetti non ha avuto origine con Eutalio ma era già stata applicata a porzioni del Vecchio Testamento, in particolare per le parti poetiche, e anche ad alcune parti del Nuovo. Qui, come per le altre divisioni, Eutalio utilizza sistematicamente, completandolo, uno schema che era stato, parzialmente e imperfettamente, realizzato da altri, e il suo lavoro segna una tappa di quel progresso che ha portato infine alla punteggiatura del testo. Questi erano di lunghezza diversa, contenenti alcune parole da formare una frase di senso compiuto, o da poter essere convenientemente pronunciata in un solo fiato. Così, ad esempio, la Lettera ai Romani conteneva 920 di questi versetti, ai Galati, 293, agli Ebrei, 703 e così via.
Oltre a questi lavori testuali, Eutalio incorniciò un catalogo delle citazioni dal Vecchio Testamento e da autori profani che si trovano negli scritti del Nuovo Testamento. Scrisse anche una breve vita di san Paolo e una serie di argumenta o brevi sintesi che sono poste come introduzione ai diversi libri del Nuovo Testamento.
Dopo essere rimaste a lungo nell'oblio, le opere di Eutalio furono pubblicate a Roma, nel 1698, di Lorenzo Alessandro Zaccagni, Prefetto della Biblioteca Vaticana. Esse sono incluse nel primo volume della sua Collectanea Monumentorum Veterum Ecclesiæ Græcæ ac Latinæ. Possono anche essere trovati in Gallandi (Biblioth. Pat., X, 197) and in Migne (Patrologia Graeca, LXXXV, 621).